# Operacja Hailstone
Operacja Hailstone – operacja wojskowa, lotniczo-morskie uderzenie marynarki amerykańskiej na japońską bazę morską w Truk w archipelagu Karolinów, podczas II wojny światowej, przeprowadzone w dniach 17–18 lutego 1944 roku. Jego skutkiem była utrata znaczenia strategicznego Truk dla Japończyków.

## Podłoże
Atol Truk (obecnie Chuuk) był jedną z najważniejszych baz japońskiej floty podczas II wojny światowej, zajmując strategiczną centralną pozycję między Japonią, bazą Rabaul w Archipelagu Bismarcka, Wyspami Salomona i atolem Eniwetok na Wyspach Marshalla. Płytka i rozległa laguna zapewniała dobre kotwicowisko, osłonięte wokół rafą koralową i górzystymi wysepkami. Od 1 lipca 1942 atol był główną bazą japońskiej Połączonej Floty. Stacjonowało na nim ok. 7500 żołnierzy japońskich i 3000–4000 marynarzy, a także lotnictwo, na trzech lotniskach na wyspach. Baza służyła także za punkt przeładunkowy zaopatrzenia i sprzętu w drodze z Japonii na wyspy południowego Pacyfiku.
Potrzeba zdobycia lub zneutralizowania Truk pojawiła się po rozpoczęciu przez Amerykanów zdobywania Wysp Marshalla, które znajdowały się w zasięgu lotnictwa z Truk. Mimo określania przez Amerykanów Truk jako „Gibraltaru Pacyfiku”, nawiązując do umocnień Gibraltaru, wyspy atolu w rzeczywistości nie były silnie ufortyfikowane i znajdowała się na nich jedynie niewielka liczba dział nadbrzeżnych. Jednakże warunki geograficzne w postaci osłaniającej atol rafy koralowej z kilkoma jedynie większymi przejściami oraz licznych wysepek z zamaskowaną artylerią powodowały, że ewentualny desant amerykański wiązałby się z dużymi nieuniknionymi stratami. Dlatego ostatecznie zdecydowano się na przeprowadzenie uderzenia lotniczego Szybkiego Zespołu Lotniskowców 5. Floty.
4 lutego 1944 rozpoznanie nad Truk przeprowadził samolot Liberator z 254. eskadry morskiego rozpoznania; ujawniono m.in. jeden pancernik („Musashi”), 10 krążowników i wiele innych okrętów i statków, co upewniło amerykańskich dowódców o celowości ataku, mogącego doprowadzić także do zniszczenia głównych sił Połączonej Floty. Jednakże lot rozpoznawczy wzbudził także obawy w dowództwie japońskim i w efekcie admirał Mineichi Koga wycofał w następnych dniach większość okrętów z Truk na wyspy Palau.
Do wykonania ataku przeznaczono większą część szybkiego zespołu lotniskowców Task Force 58 wiceadmirała Marca Mitschera, w składzie 5 dużych lotniskowców USS „Enterprise” (CV-6), „Yorktown” (CV-10), „Essex” (CV-9), „Intrepid” (CV-11) i „Bunker Hill” (CV-17) oraz 4 lekkie lotniskowce USS „Belleau Wood”, „Cabot”, „Monterey” i „Cowpens”, przenoszące łącznie ponad 500 samolotów. Osłaniało je siedem pancerników i liczne mniejsze okręty krążowniki, niszczyciele oraz okręty podwodne. Zespół wyszedł w nocy 12/13 lutego z atolu Majuro i przed świtem 17 lutego zajął pozycję o 90 mil morskich na wschód od Truk. Wokół atolu rozmieszczono 10 okrętów podwodnych, które miały przechwytywać ewentualnie uciekające jednostki.
16 lutego ok. 17.43, patrolujący 160 mil morskich na północ od Truk okręt podwodny USS „Skate” storpedował płynący z Truk na remont do Japonii krążownik lekki „Agano”, który zatonął po północy. 461 osób załogi krążownika przejął eskortujący „Agano” niszczyciel „Oite”, a 125 – ścigacz okrętów podwodnych Ch-28, po czym zawróciły do Truk.

## Atak

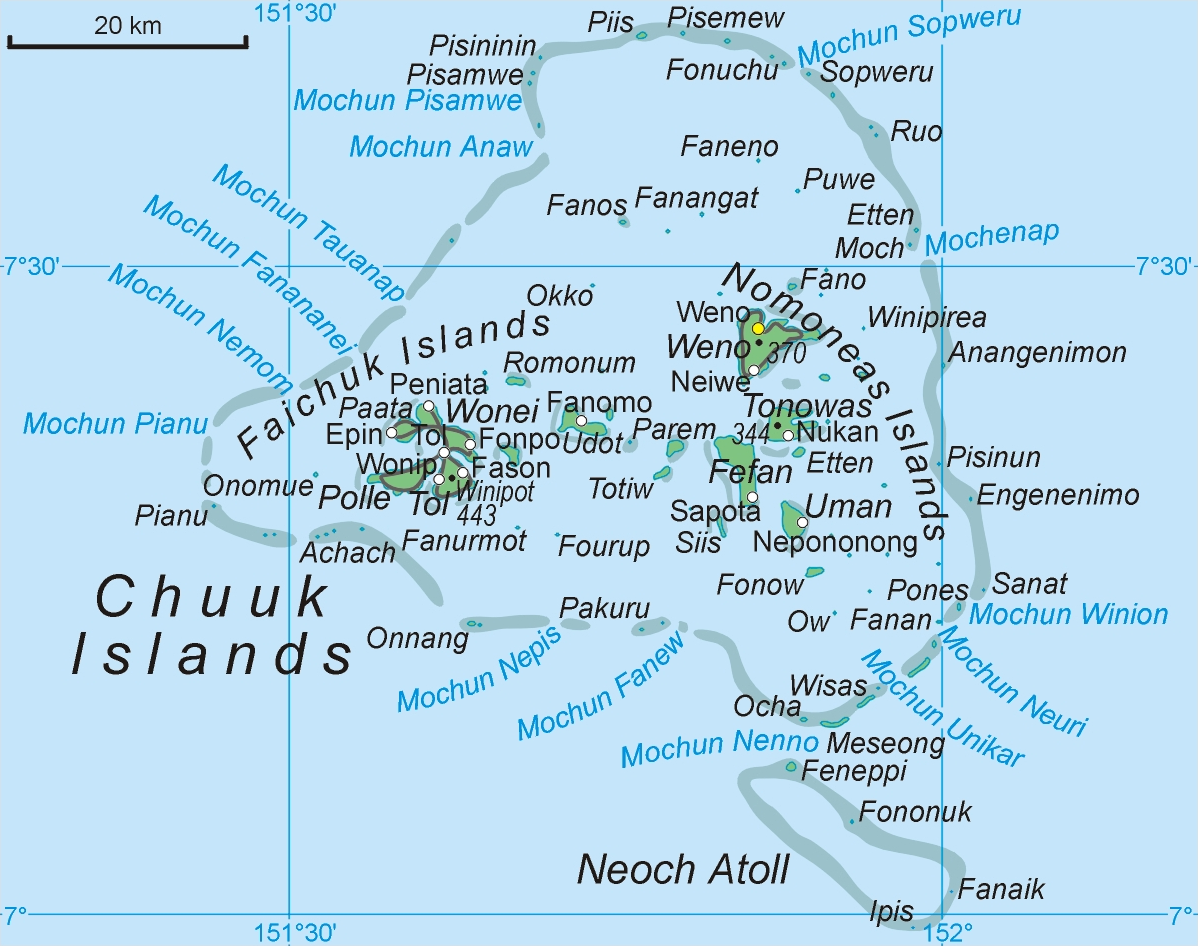
Mapa atolu Truk

### Początek ataku lotniczego
O świcie 17 lutego amerykański zespół wyrzucił w powietrze samoloty, najpierw 72 myśliwce F6F Hellcat, które wywalczyły panowanie w powietrzu nad Truk, zestrzeliwując 30 z 45 myśliwców japońskich i niszcząc dalsze samoloty na ziemi, przy stratach własnych 4 samolotów. Przeciwdziałanie japońskie było słabe na skutek zaskoczenia; na wyniku walk zaważyła lepsza jakość samolotów amerykańskich i wyszkolenia na tym etapie wojny. W dalszej kolejności lotniska i samoloty na nich padły celem ataku bombowców nurkujących SBD Dauntless.
W dalszej kolejności atol był atakowany przez kolejne fale bombowców amerykańskich, kierujących się przede wszystkim przeciw znajdującym się tam statkom i okrętom. Ogółem podczas ataków zrzucono 369 bomb 454 kg, 498 bomb 227 kg i 70 torped.
Rano zatopiono m.in. koło wyspy Dublon, z dużymi stratami w załodze i zaokrętowanych do transportu żołnierzach, transportowiec (były krążownik pomocniczy) „Aikoku Maru”, na którym wybuchła amunicja, następnie poddawany naprawom transportowiec (kolejny były krążownik pomocniczy) „Kiyosumi Maru” koło wyspy Fefan.

### Działania wokół Truk

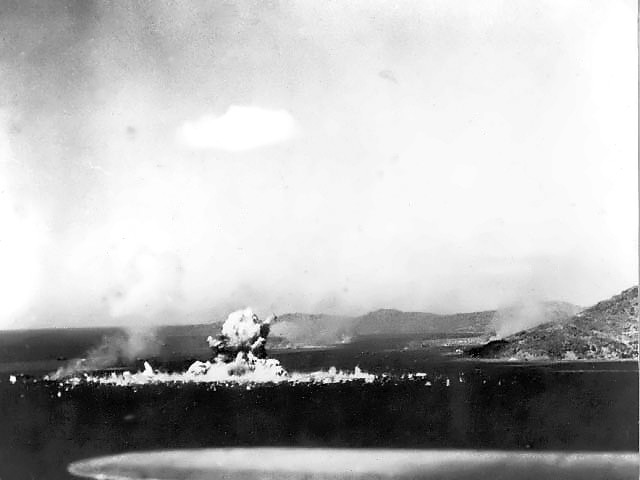
Wybuch prawdopodobnie na „Aikoku Maru”

Jeszcze przed atakiem, o 4.30 wyruszył z Truk przejściem północnym w kierunku Japonii mały konwój w składzie lekkiego krążownika szkolnego „Katori”, niszczycieli „Maikaze”, weterana bitwy pod Midway „Nowaki”, transportującego wojsko krążownika pomocniczego „Akagi Maru” i pomocniczego ścigacza okrętów podwodnych (były statek wielorybniczy) „Shonan Maru 15". Zostały one wykryte i zaatakowane przez lotnictwo kilkadziesiąt mil morskich na północny zachód od Truk. Zatopiono „Akagi Maru” z dużymi stratami w załodze i ewakuowanych żołnierzach i uszkodzono torpedą lotniczą „Katori”, który następnie z pozostałymi okrętami skierował się z powrotem do Truk, uszkodzono też „Maikaze”.
Przeciw wykrytym okrętom japońskim skierował się następnie wydzielony z sił osłony silny zespół Task Group 50.9 pod dowództwem samego dowódcy 5. Floty admirała Raymonda Spruance’a, w składzie pancerników USS „New Jersey” (flagowy) i USS „Iowa”, krążowników ciężkich USS „Minneapolis”, USS „New Orleans”, niszczycieli USS „Burns”, „Bradford”, „Izard”, „Charette”. O 11.18 zespół amerykański został zaatakowany przez samolot japoński, który bombą lekko uszkodził pancernik „Iowa”, o mało nie trafiając w pomost dowodzenia. Około 12.47 zespół amerykański doszedł ze wschodu w rejon północnego wyjścia z laguny i rozpoczęło się starcie morskie.
Pancernik „New Jersey” zatopił przy wejściu ogniem artylerii średniej pomocniczy ścigacz okrętów podwodnych „Shonan Maru 15". Następnie okręty amerykańskie wzięły pod ogień powracającą do Truk grupę. „Maikaze” oddał salwę torpedową, lecz przeszła ona pomiędzy oboma pancernikami, usiłował następnie odpowiadać nieskutecznie ogniem amerykańskim okrętom. Również krążownik szkolny „Katori”, ostrzeliwany artylerią główną i średnią USS „Iowa”, usiłował się ostrzeliwać. W końcu, „Iowa” o 13.41 zatopił „Katori”, a krążowniki „Minneapolis” i „New Orleans” o 13.43 zatopiły niszczyciel „Maikaze”. Oba zatonęły z całymi załogami kilkadziesiąt mil na północny zachód od Truk. Jedynie niszczyciel „Nowaki” podjął skuteczną ucieczkę, mimo ostrzału i obramowania go pociskami głównego kalibru z odległości ponad 30 km przez ścigające go przez pewien czas amerykańskie szybkie pancerniki.
Amerykański zespół następnie zatoczył pętlę wokół atolu, zatapiając jeszcze jedynie o 16.55 ścigacz okrętów podwodnych Ch-24, który usiłował nawiązać walkę z niszczycielem „Burns” z działka 40 mm. Wobec odmowy rozbitków japońskich wejścia na pokład szalupy niszczyciela, dowódca amerykański użył przeciw nim bomb głębinowych.
W rejonie Truk samoloty SB2C i TBF z lotniskowców „Bunker Hill” i „Cowpens” zatopiły 17 lutego torpedą i jedną bombą japoński lekki krążownik „Naka” 35 mil na zachód od Truk.
W nocy również zespół amerykański stał się celem odwetowego nalotu 6 lub 7 japońskich samolotów torpedowych Nakajima B5N „Kate”, które zdołały odnaleźć amerykańskie lotniskowce. Tylko jeden z nich zdołał jednak przeprowadzić atak, uszkadzając o 22.11 torpedą lotniskowiec USS „Intrepid” (zabitych 11 marynarzy).

### Dalsze ataki lotnicze na Truk

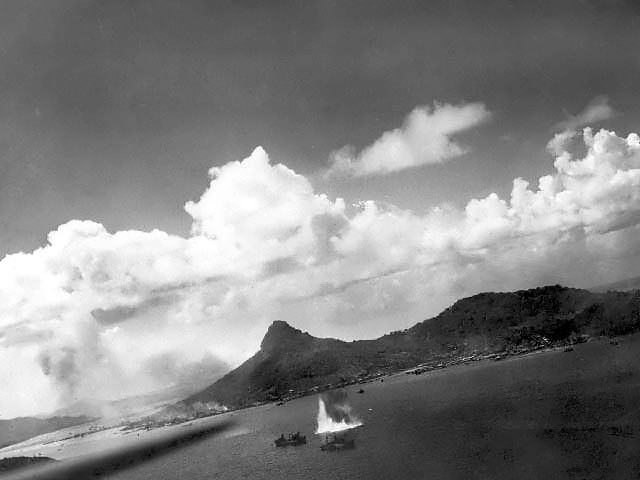
Atakowane statki w Truk

Ataki lotnicze powtarzały się przez cały dzień 17 lutego, ich celem padały znajdujące się w lagunie statki i nieliczne okręty, które usiłowały manewrować, a także instalacje wojskowe. Samoloty Avenger z USS „Enterprise” storpedowały w lagunie niszczyciel „Fumizuki”, który zatonął następnego dnia. Lekkie uszkodzenia od ostrzału i wybuchów odniósł niszczyciel „Matsukaze”. Zatopiono też m.in. transportowiec (były okręt-bazę okrętów podwodnych) „Rio de Janeiro Maru” i transportowiec samolotów „Fujikawa Maru”.
Także w nocy Amerykanie przeprowadzili nalot 12 samolotów TBF Avenger z lotniskowca „Enterprise” – był to pierwszy nocny nalot amerykańskiego lotnictwa morskiego. Wykrywając cele nawodne z użyciem radarów, samoloty te uzyskały bardzo dobre efekty bombardowania. Zatopiono m.in. okręt-bazę okrętów podwodnych „Heian Maru” (uszkodzony wcześniej i dobity w dzień) i tankowiec floty „Shinkoku Maru”.
Ataki lotnictwa wznowiono 18 lutego rano. Tego dnia po godz. 7 samolot TBF Avenger zatopił torpedą u wejścia do laguny powracający niszczyciel „Oite”, który oprócz załogi miał na pokładzie także rozbitków z krążownika „Agano”; uratowało się jedynie 20 ludzi z załogi niszczyciela, a nikt z krążownika.
W południe 18 lutego, osiągnąwszy cel, amerykański zespół przystąpił do odwrotu.

## Podsumowanie

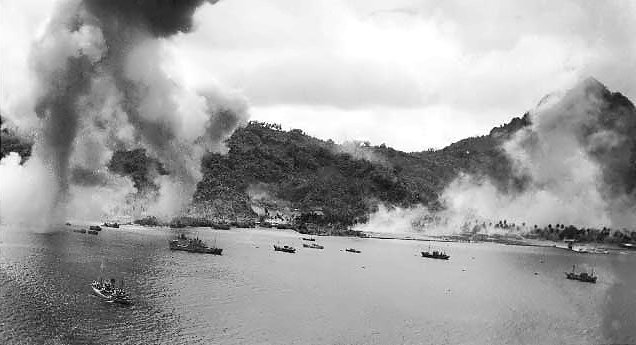
Atakowane statki koło wyspy Dublon

Atak na Truk był sukcesem amerykańskim, odniesionym przy minimalnych stratach – 25 samolotów i średnio uszkodzony lotniskowiec (remontowany do czerwca 1944). Na skutek ataków lotnictwa i okrętów zatopiono w Truk i okolicach dwa japońskie lekkie krążowniki („Agano” i „Naka”), lekki krążownik szkolny „Katori”, cztery niszczyciele, głównie starszych typów („Oite”, „Fumizuki”, „Maikaze”, „Tachikaze”), kilka mniejszych okrętów i 32 statki transportowe o łącznej wyporności ok. 200 000 ton. Z zatopionymi statkami utracono wielu żołnierzy i materiału wojennego. Zniszczono też na ziemi lub zestrzelono ponad 250 japońskich samolotów, część z nich nie była do końca zmontowana, przeznaczona do transportu na inne wyspy. Obecnie wraki w Truk są popularnym obiektem nurkowania.
Atak zakończył pełnienie przez Truk istotnej roli jako bazy japońskiej, powodując duże straty w sprzęcie i uniemożliwiając wsparcie japońskich obrońców Eniwetok.
Około 100 samolotów japońskich zostało później ponownie przerzucone na Truk z Rabaulu, lecz większość została zniszczona przez kolejny atak amerykański 29 i 30 kwietnia 1944, który nie zastał już w Truk żeglugi. Atol nie był następnie zdobywany przez Amerykanów, pozostał w odcięciu od innych japońskich garnizonów do końca wojny.